# Longmatan
Longmatan är ett stadsdistrikt i Luzhou i Sichuan-provinsen i sydvästra Kina.